# 고명외식고등학교
고명외식고등학교(高明外食高等學校)는 대한민국 서울특별시 성북구 돈암동에 있는 사립 고등학교이다.

## 학교 연혁
- 1939년 3월 : 흥아실무학원 개원(서울시 종로구 연견동 37번지)
- 1950년 5월 : 설립자 전병온 선생 사재희사로 재단법인 고명학원 설립
- 1954년 3월 : 현교지로 이전(서울시 성북구 돈암동 45-88)
- 1956년 2월 : 고명산업고등학교 설립인가(학급수 3학급)
- 1964년 1월 : 학교법인 고명학원으로 조직 변경
- 1971년 11월 : 고명상업고등학교 학급증설인가(학급수 6학급)
- 1983년 10월 : 고명상업고등학교 남녀공학 인가
- 1990년 11월 : 대강당 준공(1,262평)
- 1996년 10월 : 고명정보산업고등학교로 교명변경 인가
- 2014년 3월 : 고명경영고등학교로 교명 변경 인가
- 2019년 3월 : 고명경영고등학교 제10대 교장 한혜승 선생 취임
- 2020년 3월 : 고명외식고등학교로 교명 변경 인가
- 2021년 7월 : 제7대 이사장 최장자 선생 취임

## 설치 학과
- 국제관광과
- 외식경영과
- 디저트제과경영과
- 카페경영과

## 참고 자료
- 고명외식고등학교 - 한국교육학술정보원 학교알리미